# Randy
I Randy sono un gruppo punk di Hortlax, Svezia, formatosi nel 1992.

## Storia del gruppo
Inizialmente il gruppo si ispirò a complessi di hardcore melodico come NOFX e Propagandhi ma dopo la registrazione di The Rest Is Silence e dopo l'abbandono del bassista Patrik Trydvall, la band cambiò radicalmente il suo stile musicale e scelse un sound che ricorda Thin Lizzy, Misfits e Ramones. Finora la band ha pubblicato sei album, di cui l'ultimo in ordine di tempo è Randy the Band. I Randy hanno rotto con la Burning Heart Records e stanno attualmente cercando una nuova etichetta.

## Formazione

### Formazione attuale
- Stefan Granberg - voce, chitarra
- Johan Brändström - chitarra, voce
- Johan Gustafsson - basso, cori
- Fredrik Granberg - batteria

### Ex componenti
- Patrik Trydvall - voce, basso (1992-1997)

## Discografia

### Album in studio
- 1994 - There's No Way We're Gonna Fit In (Dolores Records, riedito nel 2002 dalla Burning Heart Records)
- 1996 - The Rest Is Silence (Dolores Records, riedito nel 2002 dalla Burning Heart Records)
- 1998 - You Can't Keep a Good Band Down (Ampersand Records, ristampato nel 1999 da G7 Welcoming Committee)
- 2001 - The Human Atom Bombs (Burning Heart/Epitaph Records)
- 2003 - Welfare Problems (Burning Heart/Epitaph records)
- 2005 - Randy the Band (CD; Burning Heart/Fat Wreck Chords, LP; Ny Våg)

### EP
- 1993 - No Carrots for the Rehabilitated EP
- 1994 - Ska EP
- 1995 - Refused Loves Randy (con i Refused)
- 2001 - Cheater EP

### Singoli
- 1992 - En Riktig Man?
- 1996 - At Any Cost (Dolores Records)
- 1998 - Out of Nothing Comes Nothing (Ampersand Records)
- 2001 - I Don't Need Love (Burning Heart)
- 2001 - The Heebie Jeebies (Burning Heart)
- 2001 - Fat Wreck
- 2003 - X-Ray Eyes (Burning Heart)
- 2004 - Beware (If You Don't Want Your Babies To Grow Up To Be Punk Rockers) (Fat Wreck Chords), con Fat Mike

### Apparizioni in compilation
- 1999 - Return of the Read Menace (G7 Welcoming Committee)
- 2002 - Dropping Food on Their Heads Is Not Enough: Benefit for RAWA (Geykido Comet Records)
- 2002 - Punk-O-Rama Vol. 7
- 2003 - Punk-O-Rama Vol. 8
- 2004 - Punk-O-Rama Vol. 9
- 2008 - Chemical X DVD Music Video Compilation (Geykido Comet Records)